# Bruno Nicolai
Bruno Nicolai (Roma, 26 de mayo de 1926 - Roma, 16 de agosto de 1991) fue un compositor y director de orquesta italiano. Fue notable su actividad en el campo de la música cinematográfica, componiendo cerca de ochenta bandas sonoras. Amigo y colaborador del también 
compositor Ennio Morricone, realizó los arreglos y dirigió bastantes de las bandas sonoras compuestas por este.

## Trayectoria artística
Nicolai realizó estudios de piano con Aldo Mantia, órgano y composición musical con Goffredo Petrassi en el Conservatorio Santa Cecilia de Roma. Allí conoció al también futuro compositor Ennio Morricone, con el que colaboraría realizando los arreglos y dirigiendo bastantes de sus bandas sonoras durante las décadas de 1960 y 1970. Nicolai dirigió numerosas bandas sonoras compuestas por Carlo Rustichelli, Luis Bacalov o Nino Rota, además de las ya mencionadas de Morricone.
Como compositor de música cinematográfica su labor también fue importante, siendo autor de cerca de ochenta bandas sonoras para el cine y la televisión. Especialmente activo en el cine durante la década de 1970, compuso bandas sonoras para géneros populares como el giallo o el spaghetti western. Fue también un habitual colaborador del prolífico cineasta español Jesús Franco, componiendo la banda sonora de 99 mujeres o El conde Drácula entre otras películas del director madrileño.
Compuso también música de cámara y para orquesta sinfónica, en la que utilizó la técnica dodecafónica. Fue profesor de armonía y composición en el Conservatorio Musical de Bolonia y  director de la casa editorial musical "Edipan" de (Roma). Junto al pianista Daniele Lombardi fundó y dirigió la revista La Musica, que se ocupaba sobre todo de la música contemporánea.

## Filmografía parcial
1964
- Go, Go, Go World! (película mondo, junto a Nino Oliviero).
- Romeo y Julieta (Giulietta e Romeo) de Riccardo Freda.
- I giorni della violenza de Alfonso Brescia.
- Il pelo nel mondo, regia de Antonio Margheriti e Marco Vicario.

1966
- 100.000 dollari per Ringo de Alberto De Martino.
- Django spara per primo de Alberto De Martino.
- Kiss Kiss... Bang Bang de Duccio Tessari.

- El Cisco de Sergio Bergonzelli.
- Il Natale che quasi non fu de Rossano Brazzi.
- Missione Speciale Lady Chaplin (aka Operation Lady Chaplin) de Alberto De Martino.

1967
- Gentleman Jo... uccidi de Giorgio Stegani.
- OK Connery de Alberto De Martino.

1968
- Los amantes de Verona, de Riccardo Freda.
- 99 mujeres (99 Women) de Jesús Franco.
- Corri uomo corri de Sergio Sollima.
- Fenomenal e il tesoro di Tutankamen de Ruggero Deodato.
- Justine and Juliet de Jesús Franco.

1969
- Eugenie - De Sade'70 (aka Eugenie, historia de una perversión) de Jesús Franco.
- La battaglia del deserto de Mino Loy.
- Les cauchemars naissent la nuit de Jesús Franco.
- Philosophy in the Boudoir de Jesús Franco.
- Zenabel de Ruggero Deodato.
- Love Birds - Una Strana Voglia D'Amare  de Mario Caiano.

1970
- Apocalipsis Joe, de Leopoldo Savona.
- Arizona si scatenò... e li fece fuori tutti de Sergio Martino.
- America così nuda, così violenta de Sergio Martino.
- El conde Drácula de Jesús Franco.
- Buen funeral amigos... paga Sartana (Buon funerale, amigos!... paga Sartana, de Giuliano Carnimeo

1971
- Luca, bambino mio, de Ramón Fernández.
- La cola del escorpión (La coda dello scorpione), de Sergio Martino.
- La notte che Evelyn uscì dalla tomba, de Emilio P. Miraglia
- Une vierge chez les morts vivants, de Jesús Franco.
- Gli fumavano le Colt... lo chiamavano Camposanto, de Giuliano Carnimeo.
- Uomo avvisato, mezzo ammazzato... parola di Spirito Santo, de Giuliano Carnimeo.

1972
- Il tuo vizio è una stanza chiusa e solo io ne ho la chiave, de Sergio Martino.
- La dama rossa uccide sette volte, de Emilio P. Miraglia
- Los amantes de la isla del diablo, de Jesús Franco.
- Quel gran pezzo dell'Ubalda tutta nuda e tutta calda, de Mariano Laurenti.
- Tutti i colori del buio, de Sergio Martino.
- Una giornata spesa bene, de Jean-Louis Trintignant.
- Una bala marcada (Dio in cielo... Arizona in terra), de Juan Bosch.
- La orgía de la sangre (Un bianco vestito per Marialé), de Romano Scavolini.
- Las lágrimas de Jennifer (Perché quelle strane gocce di sangue sul corpo di Jennifer?), de Giuliano Carnimeo.

1973
- L'onorata famiglia de Tonino Ricci.
- L'uomo a destra in basso nella fotografia de Nadine Trintignant.
- Lo chiamavano Tresette... giocava sempre col morto de Giuliano Carnimeo.

1974
- Gatti rossi in un labirinto di vetro de Umberto Lenzi.
- Mi nombre es Shangai Joe (Il mio nome è Shangai Joe) de Mario Caiano.

1975
- L'uomo della strada fa giustizia de Umberto Lenzi.

1982
- Cammina cammina de Ermanno Olmi.

1984
- La vigna di uve nere de Sandro Bolchi.

1988
- La coscienza di Zeno de Sandro Bolchi.